# Karibien/Västindiens Davis Cup-lag
 Karibien/Västindiens Davis Cup-lag representerade Västindien i tennisturneringen Davis Cup, tidigare International Lawn Tennis Challenge. Karibien/Västindien debuterade i sammanhanget 1953 och spelade gemensamt fram till 1987. Sedan skapades egna lag, Bahamas (1989), Barbados (1990) och Jamaica (1988)
Laget vann två av 36 matcher, och slog ut Venezuela och nådde semifinal i Amerikazonen 1966, samt slog Kuba och gick till kvartsfinal i Amerikazonens Grupp I 1987.